# Вагай (річка)
Вага́й — річка у Росії, ліва притока Іртиша (басейн Обі), тече у Тюменській області на півдні Західно-Сибірської рівнини.

## Фізіографія
Вагай бере початок у торф'яному болоті на висоті 128 м над рівнем моря за декілька кілометрів на північний захід від села Вагай Омутінського району Тюменської області. Спочатку тече на схід; приблизно за 100 км від витоку зливається з правою притокою Ємцем і різко повертає на північ, після чого його русло стає дедалі більш звивистим. Вагай зберігає північний напрямок, подекуди відхиляючись до північного сходу, до самого злиття с Іртишем.
Вагай зливається з Іртишем біля однойменного села Вагай, центра Вагайського району, за 100 км вище по течії Іртиша від міста Тобольськ (по прямій 55 км), на висоті 37 м над рівнем моря. У гирлі річка має близько 100 м завширшки; швидкість плину  0,3 м/с.
Найважливіші притоки: Ємець, Балахлей, Агітка — справа, Ашлик — зліва. Басейн Вагаю займає вододіл між басейнами значно крупніших приток Іртиша — Тобола (зліва) та Ішима (справа).

## Гідрологія
Довжина річки 555 км, площа басейну 23 000 км². Середньорічний стік, виміряний у середній течії за 70 км від гирла біля села Чорне (в місці злиття з Агіткою), становить 22 м³/с (за результатами вимірянь у 1961—1999 роках). Багаторічний мінімум стоку спостерігається у лютому (3,12 м³/с), максимум — у травні (98,18 м³/с). За період спостережень абсолютний мінімум місячного стоку (1,2 м³/с) спостерігався у липні 1976, абсолютний максимум (397 м³/с) — у травні 1987.
Вагай замерзає на початку листопада, скресає наприкінці березня — початку квітня. Живлення переважно снігове. Більша частина річного стоку відбувається в період танення снігів з квітня до початку червня; решту часу річка дуже маловодна.

## Інфраструктура
У нижній течії Вагай судноплавний для дрібних суден, але річка не включена до офіційного переліку водних шляхів. У минулому річка використовувалась для лісосплаву.
Вагай тече по території Омутінського, Голишманівського, Аромашевського і Вагайського районів Тюменської області. Місцевість по його берегам порівняно густо населена; у верхів'ях переважає сільське господарство, у низов'ях розвинене лісівництво. Міських поселень на річці немає, але існує багато сіл та селищ, в тому числі три районних центри: Омутінське у верхів'ях, Аромашево у середній течії і однойменне з річкою село Вагай за декілька кілометрів від гирла. Ще одно село Вагай знаходиться в Омутінскому районі біля витоку. Також на річці розташовані села Шабаново, Усть-Ламенка, Чорне та інші.
Транссибірська магістраль на відрізку між станціями Вагай (2283 км) і Голишманово (2350 км) проходить приблизно паралельно верхній течії Вагаю, який в цьому місці тече у східному напрямку, по його правому берегу. Федеральна автодорога Р402 Тюмень — Омськ перетинає Вагай в безпосередній близькості від витоку і прямує удовж Вагаю по його лівому берегу до Усть-Ламенки, де знову перетинає річку.

## Історія
В місці злиття Вагаю з Іртишем у серпні 1585 року загинув козацький отаман Єрмак, завойовник Сибірського ханства.